# Saint-Pierre-le-Vieux (Saona e Loira)
Saint-Pierre-le-Vieux è un comune francese di 358 abitanti situato nel dipartimento della Saona e Loira nella regione della Borgogna-Franca Contea.

## Società

### Evoluzione demografica
Abitanti censiti